# Veľká Bránica

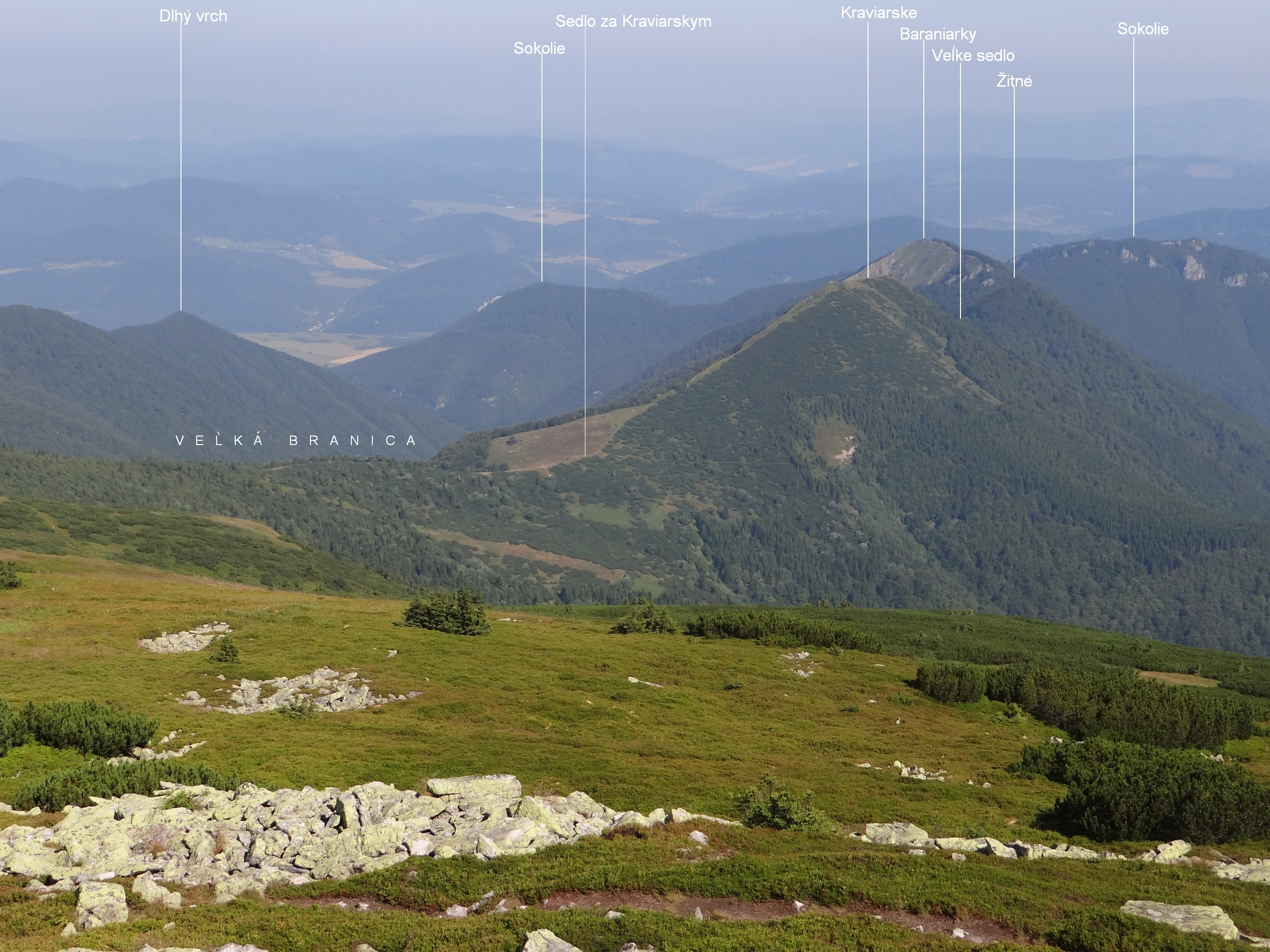
Widok na dolinę Veľká Bránica z głównej grani Małej Fatry

Veľká Bránica – dolina na północnej stronie Małej Fatry Krywańskiej w paśmie Mała Fatra na Słowacji. Jest doliną walną. Opada spod dwuwierzchołkowego garbu Koniarky (1525 m) w północno-zachodnim kierunku, w dolnej części zakręcając bardziej na zachód. Jej orograficznie prawe zbocza tworzy odchodzący od wschodniego garbu Koniarek grzbiet, biegnący przez Sedlo za Kraviarskym. Kraviarske, Veľké sedlo, Žitné, Maľe sedlo, Baraniarky, Príslop i kończący się wzniesieniem Sokolie. Prawe zbocza tworzy grzbiet odchodzący od zachodniego garbu Koniarek w północno-zachodnim kierunku. Kolejno (od góry na dół) znajdują się w nim: Hole, Sedlo na koni, wierzchołek 1241 m i Dlhý vrch. Wraz z sąsiednią doliną Malá Bránica uchodzi do doliny rzeki Varínka na wysokości około 510 m (obydwie doliny maja wspólne ujście).

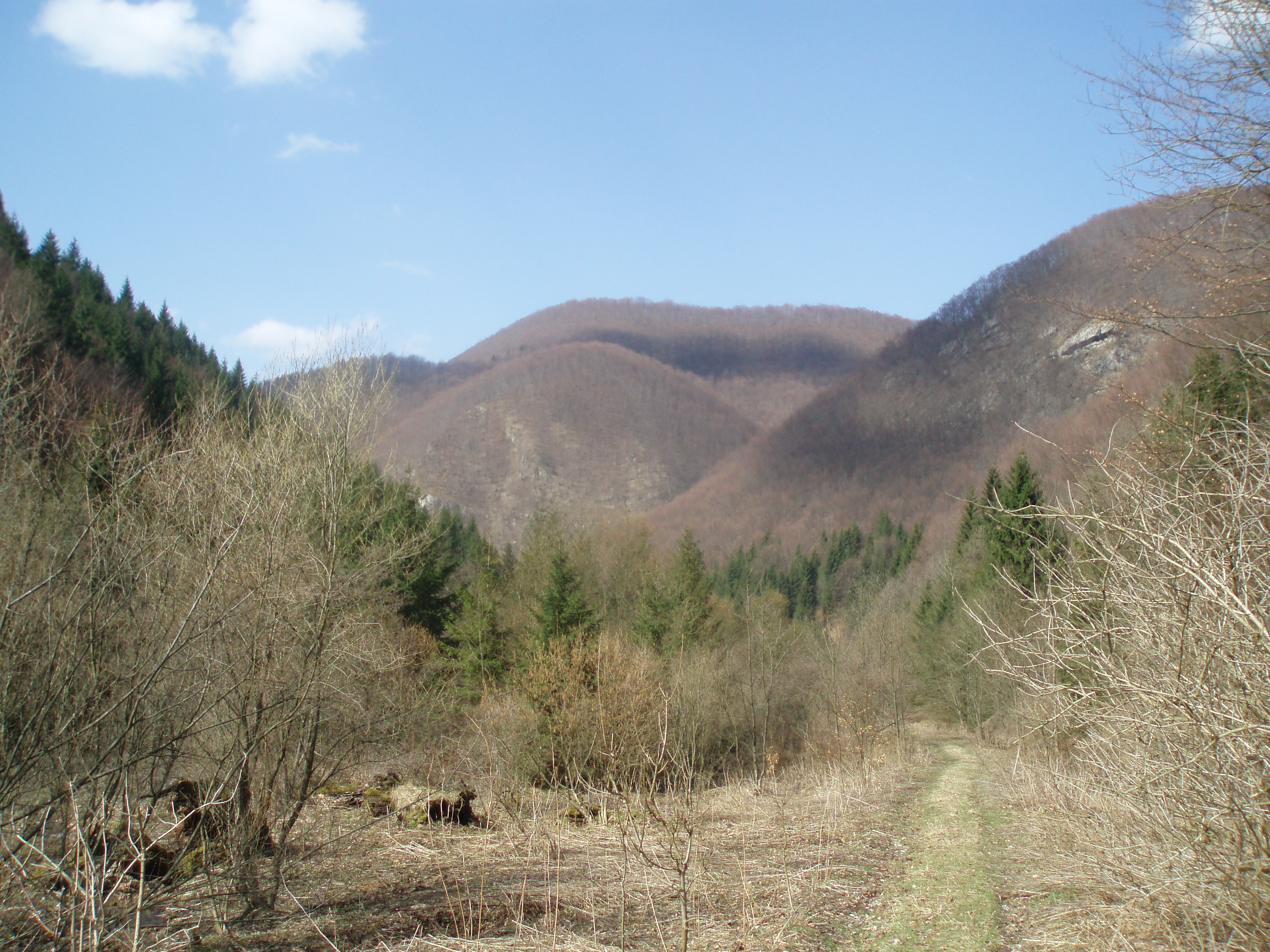
Dolna część doliny Veľká Bránica

Veľká Bránica jest w większości zalesiona, w górnych partiach porośnięta kosodrzewiną, a tylko w najwyższych partiach, pod głównym grzbietem Małej Fatry jest trawiasta. Na zboczach znajdują się też polany będące pozostałością dawnego pasterstwa. Dolna część doliny jest zamieszkała (osiedle miejscowości Belá) i dnem doliny prowadzi tutaj szosa. Doliną spływa potok Veľká Bránica. Nie prowadzą nią żadne szlaki turystyczne. Na znacznej części doliny utworzono rezerwat przyrody Veľká Bránica.